# Marge Simpson
Majorie "Marge" Simpson (rođena Bouvier) imaginarni je lik iz crtane TV serije Simpsoni. Supruga je Homera Simpsona i majka njihovo troje djece: Lise, Barta  i Maggie.

## Osobnost
Marge je dobra i moralna kućanica, za razliku od ostatka Springfielda. Ona i Homer upoznali su se još u srednjoj, ali u jednoj epizodi saznajemo da su se upoznali dok je on radio kao perač posuđa u kampu za djevojčice, ali su se i jedan i drugi lažno predstavili, a Marge je imala smeđu kosu, pa se nisu prepoznali. U srednjoj je Marge imala spuštenu kosu, te se oblačila poput pripadnika hipi pokreta. Za razliku od svojih sestara, Marge ne puši. Pomaže sestri da dobije dijete tako što joj u jednoj epizodi posuđuje Homera da joj glumi muža. Marge je izuzetno inteligentna, ali je ostavila fakultet upravo zbog Homera. Iako zna da Homer nije onakav kakav bi trebao biti, ona ga ipak "trpi" znajući da je dobar u duši.U nekim epizodama doživi slom živaca te ne razmišlja onako kako inače.

## Kosa
Margeina kosa karakteristična je po dvije stvari. Plava je poput mora i uvijek stoji uspravno. U nekoliko epizoda saznajemo da nije uvijek bila takva. Na tu je ideju autor došao kad je u pilot epizodi počeo animirati zečeve te je pomislio kako bi Margeina kosa mogla biti veća od zečjih ušiju.

## Dob
Iako nikada nije precizirano koliko godina ima, Homer misli da ima između 36 i 40.